# Alice Morrissey
Alice Morrissey (fallecida en 1912) fue una católica británica, líder socialista y activista sufragista de Liverpool, que estuvo encarcelada en la campaña por el sufragio femenino.

## Biografía
Nacida en el seno de una familia católica, su hermano se convirtió en sacerdote católico. Morrissey se casó con John Wolfe Tone Morrissey[cita requerida] que fue elegido como el primer concejal socialista de Liverpool. Ambos tenían un perfil político activo y trabajaron juntos, tanto a nivel local como nacional, hasta la repentina muerte de ella en 1912. Morrissey también fue, por derecho propio, coordinadora de la delegación de varias organizaciones políticas en Merseyside, así como administradora de la Ley de Pobres. Morrissey fundó la delegación de Liverpool WSPU y fue encarcelada en dos ocasiones por su activismo sufragista.

## Sufragio y Socialismo
Morrissey era socialista del Partido Laborista Independiente (ILP por sus siglas en inglés), católica devota y practicante y sufragista convencida, activismo que comenzó participando en la Sociedad de Sufragio de Mujeres de Liverpool (una delegación de la Unión Nacional de Sociedades de Sufragio de Mujeres (NUWSS por sus siglas en inglés), las sufragistas) en 1904. Morrissey abandonó rápidamente esa asociación, junto con la Dra. Alice Ker, ya que Morrissey la consideraba antidemocrática y dirigida por la clase elitista. Morrissey fue directa al criticar la falta de una campaña para salir y educar a las mujeres de toda la ciudad para que estuvieran listas para usar el voto. Morrissey se convirtió en una líder sufragista militante al poner en marcha la delegación de Liverpool de la Unión Social y Política de Mujeres (WSPU por sus siglas en inglés), las denominadas sufragettes. Morrissey era considerada amiga de los líderes de la WSPU, los Pankhurst y de Hannah Mitchell. Sin embargo su activismo público se centró en su papel en el movimiento laboral local, aunque The Labor Leader no elogió su fervor socialista o la fuerza de su defensa del derecho al voto femenino, sino su preocupación por las 'comodidades de las criaturas' de los posibles afiliados del ILP en el 'Socialist Sociales' a principios del siglo XX.

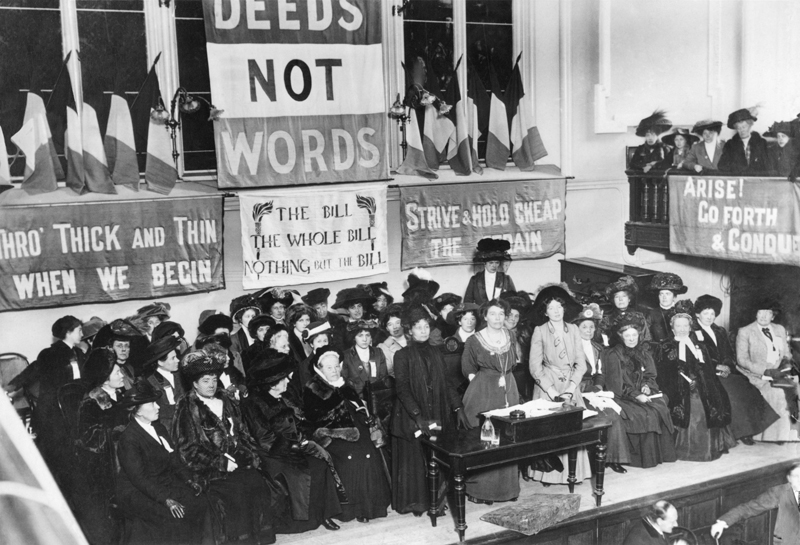
Reunión sufragista en Caxton Hall, Mánchester

En 1906, Morrissey estaba entre las mujeres que protestaban y abucheaban durante un discurso del entonces primer ministro liberal Sir Henry Campbell-Bannerman ante una audiencia de unas 6.000 personas en el Sun Hall. Morrissey y Patricia Woodlock también celebraron grandes reuniones al aire libre para mujeres de toda condición, pero en cambio no solían invitarlas a las más elitistas reuniones de salón "en casa" entre mujeres de clase media de la WSPU.
Aunque tanto las organizaciones sufragistas como los partidos políticos desaconsejaban a sus miembros que lo fueran simultáneamente de ambas, debido a la posibilidad de que las perspectivas políticas de cada asociación fueran contradictorias con la otra, el activismo social y el activismo sufragista fueron igualmente importantes para Morrissey, que fue secretaria de la delegación del ILP (1907-1908) y primera delegada en el Comité Representativo Laboral de Liverpool. Morrissey fue una gran defensora de John Hill, candidato del ILP en las elecciones parciales para el distrito electoral de Kirkdale en septiembre de 1907. Morrissey habló junto con otras mujeres socialistas, como Mary Bamber, en reuniones públicas de ILP y fue elogiada por ello por The Labor Leader, y citada como ejemplo en las quejas sobre la actitud de algunas de las miembros de la WSPU que no apoyaban activamente a los candidatos del ILP, cuando en realidad estos simpatizaban con su causa. A pesar de lo anterior, en Liverpool los dos movimientos a veces organizaban eventos de protesta conjuntos y sus líderes locales parecían reconocer los derechos individuales de las mujeres a tener opiniones a favor de ambas causas.
Morrissey dirigió reuniones del ILP con otras como Emma Hillier, Hattie Mahood y Patricia Woodlock para generar apoyo socialista para el sufragio femenino, pero las mujeres no tenían el poder de controlar y planificar sus actividades en el ILP en comparación con la WSPU. El movimiento sufragista reconoció el papel de Morrissey como "agitadora, oradora, organizadora y debido a dos penas de prisión, una mártir".
Cuando Ada Flatman dejó la WSPU de Liverpool, repentinamente a fines de 2010, tras un desacuerdo sobre las tácticas, Morrissey se ofreció voluntaria como secretaria y organizadora interina de la WSPU. Morrissey también se convirtió en secretaria de distrito del Gremio Cooperativo de Mujeres (WCG) en 2011.
Morrissey y su esposo realizaron una gira por el sur de Inglaterra a favor del ILP justo antes de que ella muriera repentinamente en 2012.

## Fe y política
La Iglesia católica no adoptó una postura política sobre el sufragio femenino al principio, sino que sus líderes espirituales expresaron su preocupación por el impacto del compromiso político en el papel de la mujer en la sociedad civil, por ejemplo, el cardenal Manning, arzobispo de Westminster (ex anglicano) dijo en 1871 en St. Mary Moorfield que esperaba que la feminidad inglesa "resistiría mediante un severo rechazo moral, la inmodestia que empujaría a las mujeres desde su vida privada de dignidad y supremacía hacia los conflictos públicos de los hombres". Su sucesor, el cardenal Vaughan, era más abierto al cambio y se manifestó: "Creo que la extensión de la franquicia parlamentaria a las mujeres en las mismas condiciones en que la tienen los hombres sería una medida justa y beneficiosa, tendiente a aumentar en lugar de rebajar el curso de la legislación nacional.'
Morrissey claramente se encontraba entre la comunidad católica que estaba de acuerdo con el enfoque más liberal, y era considerada como una mujer de principios por su experiencia en prisión, según informaba la prensa católica.
Morrissey y su compañera líder católica de la WSPU, Patricia Woodlock, fueron encarceladas en marzo de 1907 por activismo sufragista. Otras activistas católicas locales incluyeron a Florence Barry hija de un comerciante persa austríaco, Bertha Quinn, una trabajadora de la confección de Leeds, Violet Bryant, una enfermera de Newcastle, e incluso una monja agustina, la Madre Mary Frances de la escuela de niñas St Augustine's Priory en Ealing, quien se encadenó a las rejas y rompió ventanas, y fue encarcelada por la causa.
Otras mujeres católicas dirigieron debates y discusiones, como Gabrielle Jeffery, Mary Kendall y la poeta Alice Meynell, Elisabeth Christitch, una irlandesa serbia, y Leonara De Alberti (quien se convirtió en la editora de Catholic Suffragist) estableciendo la primera Sociedad Católica de Sufragio de Mujeres en 1911. En 1919, Elsabeth Christitch recibió una audiencia papal del Vaticano con Benedicto XV, el jefe de la fe católica, de quien se informó que dijo "nos gustaría ver mujeres electoras en todas partes".
A pesar de los movimientos sectarios fuertes y, a veces, violentos en Merseyside, se observa que las mujeres: los grupos de sufragio de mujeres católicas y los miembros de la Liga de la Iglesia protestante para el sufragio de mujeres trabajaron juntas de manera efectiva, con eventos conjuntos ocasionalmente, una cooperación notable para esa época, incluso para Eleanor Rathbone, abiertamente en contra de la militancia de la WSPU pero satisfecha de trabajar con sus individuos en Merseyside, donde mujeres clave se involucraron en la sociedad a través de divisiones políticas, religiosas y de clase, quizás de manera única.

## Activismo con la WSPU y prisión
Morrissey estableció la delegación de Liverpool de la WSPU de Pankhurst con Patricia Woodlock y Emma Hillier, ninguna de las cuales era una figura reconocida: Woodlock era hija de un artista venido a menos, y Hillier se autofinanciaba con una variedad de profesiones, desde misionera hasta modista.
El primer arresto de Morrissey fue en Belle Vue Manchester en junio de 1906, cuando ella y su esposo abucheaban en un mitin liberal, hecho que fue tratado con simpatía por la prensa socialista. Morrissey fue encarcelada en Holloway, y cuando fue liberada fue citada como "Catholic Suffragist Released" (sufragista católica liberada), en el Catholic Herald, el 5 de abril de 1907 como sigue: "Se sentía tan poco disuadida por su experiencia reciente que esperaba que no descansaran hasta que tuvieran 76 mujeres de cada ciudad grande en la calle". Y la misma publicación imprimió la carta de prisión de Morrissey en un artículo "Votos para mujeres", el 26 de abril de 1907, informando que Morrissey escribió que ninguna nación sería libre mientras sus mujeres vivieran en "silencio político" y agregando "la historia nos enseña que es sólo por algunas personas que hacen sacrificios, que seremos liberados ".
En 1907, las tres líderes establecieron el enfoque y la agenda para la delegación de la WSPU de Liverpool, ubicada en locales accesibles para todos en 6 Colquitt Street. Como dos de ellas tenían antecedentes socialistas, su objetivo era educar a las mujeres trabajadoras, organizando reuniones callejeras en zonas de clase trabajadora, reuniones en la puerta de la fábrica a la hora del almuerzo e invitando a la sufragista Annie Kenney, extrabajadora del molino, a hacer una semana de campaña en la ciudad. Cuando Mary Gawthorpe dirigió las sucursales de WPSU en Lancashire, mantuvo el apoyo por estos métodos en todo el noroeste industrial. Para 1908, el número de asistentes había aumentado y, en un caso, se estimaba en más de mil. Bajo el liderazgo de la rama de Alice Davies, Morrissey fue mencionada por organizar la visita de Emmeline Pankhurst al Hardman Hall en 1912.